# Episodi di Voci nella notte (seconda stagione)
La seconda stagione della serie televisiva Voci nella notte è stata trasmessa in anteprima negli Stati Uniti d'America dalla NBC tra il 19 settembre 1989 e il 15 maggio 1990.
| nº | Titolo originale                       | Titolo italiano | Prima TV USA      | Prima TV Italia |
| -- | -------------------------------------- | --------------- | ----------------- | --------------- |
| 1  | Tarnished Shield                       |                 | 19 settembre 1989 |                 |
| 2  | Evil Is Live Spelled Backward (Part 1) |                 | 26 settembre 1989 |                 |
| 3  | Evil Is Live Spelled Backward (Part 2) |                 | 26 settembre 1989 |                 |
| 4  | Mercy Me                               |                 | 24 ottobre 1989   |                 |
| 5  | Watching Me, Watching You              |                 | 31 ottobre 1989   |                 |
| 6  | Take Back the Streets                  |                 | 7 novembre 1989   |                 |
| 7  | Someone to Love                        |                 | 14 novembre 1989  |                 |
| 8  | End of Innocence                       |                 | 21 novembre 1989  |                 |
| 9  | Blood Red                              |                 | 5 dicembre 1989   |                 |
| 10 | Do You Believe in Miracles?            |                 | 19 dicembre 1989  |                 |
| 11 | Based on a True Story                  |                 | 16 gennaio 1990   |                 |
| 12 | Planes                                 |                 | 23 gennaio 1990   |                 |
| 13 | Kid Salinas                            |                 | 6 febbraio 1990   |                 |
| 14 | A Snitch in Time (Part 1)              |                 | 20 febbraio 1990  |                 |
| 15 | A Snitch in Time (Part 2)              |                 | 27 febbraio 1990  |                 |
| 16 | The Reverend Soundbite                 |                 | 6 marzo 1990      |                 |
| 17 | Wrong Side of the Wall                 |                 | 27 marzo 1990     |                 |
| 18 | Three for the Money                    |                 | 3 aprile 1990     |                 |
| 19 | Protection                             |                 | 17 aprile 1990    |                 |
| 20 | The Hostage Game                       |                 | 1º maggio 1990    |                 |
| 21 | Nighthawk's Got the Blues              |                 | 15 maggio 1990    |                 |